# Juicq
Juicq település Franciaországban, Charente-Maritime megyében. Lakosainak száma 314 fő (2022. január 1.). Juicq Annepont, Le Douhet, Taillebourg és Saint-Hilaire-de-Villefranche községekkel határos.

## Népesség
A település népességének változása:
| Lakosok száma | 134  | 158  | 169  | 179  | 273  | 283  | 294  | 301  | 305  | 314  |
|               | 1968 | 1982 | 1990 | 2006 | 2013 | 2015 | 2017 | 2019 | 2020 | 2022 |